# Lotononis hirsuta
Lotononis hirsuta är en ärtväxtart som först beskrevs av Carl Peter Thunberg, och fick sitt nu gällande namn av David Nathaniel Friedrich Dietrich. Lotononis hirsuta ingår i släktet Lotononis och familjen ärtväxter. Inga underarter finns listade i Catalogue of Life.